# ایوان ماکسیموف
ایوان ماکسیموف (انگلیسی: Ivan Maksymov؛ زادهٔ ۶ فوریهٔ ۱۹۶۳) ورزشکار ورزش دوگانه اهل اوکراین است. وی همچنین ورزشکاران دوگانه در بازی‌های المپیک زمستانی ۱۹۹۴ بوده‌است.